# Dreisatz

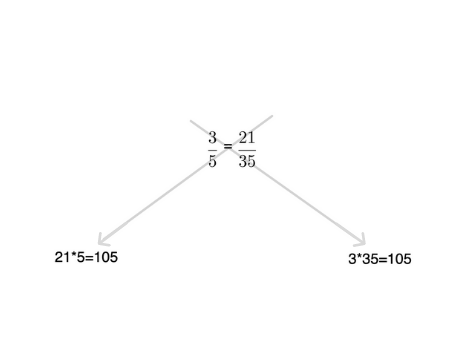
Beispiel einer Dreisatzanwendung

Der Dreisatz (in Österreich stattdessen: Schlussrechnung; früher auch: Regeldetri, Regel Detri, Regel de Tri oder Regula de Tri von lateinisch regula de tribus [terminis] ‚Regel von drei [Gliedern]‘ bzw. französisch Règle de trois; auch Goldene Regel, Verhältnisgleichung, Proportionalität, Schlussrechnung oder kurz Schlüsse genannt) ist ein mathematisches Verfahren, um aus drei gegebenen Werten eines Verhältnisses den unbekannten vierten Wert zu berechnen. Eine (einfachere) Variante ist der Zweisatz. Der Dreisatz ist kein mathematischer Satz, sondern ein Lösungsverfahren für Proportionalaufgaben. Er wird insbesondere in der Schulmathematik gelehrt. Man kann mit dem Dreisatz Probleme aufgrund einfacher Einsichten oder auch ganz schematisch lösen, ohne die zugrunde liegenden mathematischen Gesetzmäßigkeiten vollständig zu durchschauen. Wer mit Proportionalitäten vertraut ist, benötigt den Dreisatz nicht mehr, weil er dann die Ergebnisse durch einfache mathematische Operationen erhalten kann.

## Einfacher Dreisatz
- Es liegt eine Gesetzmäßigkeit der Art „Je mehr A, desto mehr B.“  vor (direkte Proportionalität): Beim Verdoppeln (Verdreifachen, …) von A wird auch B verdoppelt (verdreifacht, …).
- Gegeben ist ein Verhältnis von {\displaystyle a} Einheiten einer Größe A zu {\displaystyle b} Einheiten einer Größe B.
- Gefragt wird nach der Anzahl {\displaystyle x} Einheiten der Größe B, die in demselben Verhältnis zu {\displaystyle c} Einheiten von A stehen.

In einer Tabelle sind die „gleichartigen“ Werte untereinander zu schreiben:
| Größe A           | Größe B           |
| {\displaystyle a} | {\displaystyle b} |
| {\displaystyle c} | {\displaystyle x} |

### Inhaltliches Lösen
Die Dreisatzaufgabe lässt sich sehr einfach in drei Denkschritten lösen:
1. {\displaystyle a} Einheiten von A entsprechen {\displaystyle b} Einheiten von B.
2. Einer Einheit von A entsprechen {\displaystyle b:a} Einheiten von B.
3. {\displaystyle c} Einheiten von A entsprechen also {\displaystyle x=c\cdot (b:a)} Einheiten von B.

In der Tabelle wird eine zusätzliche Zeile eingefügt. In beiden Tabellenspalten wird mit demselben Wert dividiert bzw. multipliziert.
| Größe A           | Größe B                      | Rechenschritt           |
| {\displaystyle a} | {\displaystyle b}            | {\displaystyle :a}      |
| {\displaystyle 1} | {\displaystyle b:a}          | {\displaystyle \cdot c} |
| {\displaystyle c} | {\displaystyle c\cdot (b:a)} |                         |

Beim Rechnen entstehende Brüche werden in jedem Schritt gekürzt (siehe Beispiel 1).

### Hintergrund
Verhältnisse gehören zu den elementaren mathematischen Kenntnissen und erscheinen bereits in Euklids Elementen. Die Dreisatzregel wird (ohne Begründung) als regula de tri in den Rechenbüchern von Adam Ries angegeben. Die Bezeichnung Dreisatz rührt her von den drei gegebenen, in die Rechnung eingesetzten (in altem Deutsch: „gesatzten“) Größen. Heutige deutsche Schulbücher deuten die Bezeichnung oft als das „Lösen in drei Sätzen“. In algebraischer Schreibweise handelt es sich bei der Dreisatzaufgabe um eine Verhältnisgleichung:
{\displaystyle a:b=c:x}
Durch Umstellen der Gleichung gewinnt man die Lösung {\displaystyle x=c\cdot (b:a)}
(Beispiel 2a).

## Umgekehrter Dreisatz
- Es liegt eine Gesetzmäßigkeit der Art „Je weniger A, umso mehr B.“ vor (indirekte Proportionalität, Beispiel 2b): Beim Halbieren (Dritteln, …) von A wird B verdoppelt (verdreifacht, …).
- Dabei ergeben {\displaystyle a} Einheiten einer Größe A mit {\displaystyle b} Einheiten einer Größe B ein konstantes Produkt.
- Gefragt wird nach der Anzahl {\displaystyle x} Einheiten der Größe B, die mit {\displaystyle c} Einheiten von A dasselbe Produkt ergeben: {\displaystyle a\cdot b=c\cdot x}.

In beiden Spalten der Tabelle werden entgegengesetzte Rechenoperationen ausgeführt:
| Rechne:                 | Größe A           | Größe B                    | Rechne:                 |
| durch {\displaystyle a} | {\displaystyle a} | {\displaystyle b}          | mal {\displaystyle a}   |
| mal {\displaystyle c}   | {\displaystyle 1} | {\displaystyle a\cdot b}   | durch {\displaystyle c} |
|                         | {\displaystyle c} | {\displaystyle a\cdot b/c} |                         |

## Verallgemeinerter Dreisatz
Beim verallgemeinerten Dreisatz (auch zusammengesetzer Dreisatz) gehen Produkte mehrerer Größen in das Verhältnis ein
(vgl. Beispiel 3).
Ausgehend von {\displaystyle a_{1}\cdot b_{1}\cdot c_{1}\ \mathrel {\widehat {=}} \ d_{1}}
kann man auf zwei Wegen die Lösung des Problems
{\displaystyle a_{2}\cdot b_{2}\cdot c_{2}\ \mathrel {\widehat {=}} \ x}
bestimmen.
Der einfache Dreisatz ist mehrfach anzuwenden
(man geht zuerst von {\displaystyle a_{1}} zu {\displaystyle a_{2}} über,
dann von {\displaystyle b_{1}} zu {\displaystyle b_{2}}
und schließlich von {\displaystyle c_{1}} zu {\displaystyle c_{2}}).
Alternativ können alle Schritte auch gleichzeitig ausgeführt werden:
1. {\displaystyle a_{1}\cdot b_{1}\cdot c_{1}\ \mathrel {\widehat {=}} \ d_{1}}
2. {\displaystyle 1\ \mathrel {\widehat {=}} \ {\frac {d_{1}}{a_{1}\cdot b_{1}\cdot c_{1}}}}
3. {\displaystyle x\ \mathrel {\widehat {=}} \ {\frac {d_{1}\cdot a_{2}\cdot b_{2}\cdot c_{2}}{a_{1}\cdot b_{1}\cdot c_{1}}}}

Aufgaben hierzu finden sich auch unter der Überschrift Fünfsatz, weil aus fünf Größen eine sechste zu bestimmen ist.

## Beispiele

### Beispiel 1
In 3 Stunden legt ein Fahrzeug bei konstanter Geschwindigkeit 240 km zurück. Wie weit kommt es in 7 Stunden?
Es gilt:
3 zu 240 verhält sich wie 7 zu „x“
Rechnung in Tabellenform:
|    | Zeit in h | Strecke in km | Rechne: |
| 1. | 3         | 240           | : 3     |
| 2. | 1         | 80            | · 7     |
| 3. | 7         | 560           |         |

Lösung: In 7 Stunden kommt das Fahrzeug 560 km weit.

### Beispiel 2 (einfacher und umgekehrter Dreisatz)
Die folgenden Beispiele haben dieselben Zahlen, jedoch unterschiedliche Verhältnisse. Im ersten Beispiel beziehen sich die Mengenangaben auf einen festen Zeitraum (ein Arbeitstag). Im zweiten Beispiel beziehen sich die Zeitangaben auf eine feste Mengenangabe (eine bestimmte Menge Abraum).
a) 21 Lastwagen transportieren 35 Tonnen Abraum an einem Arbeitstag. Wie viel Tonnen Abraum schaffen in derselben Zeit 15 Lastwagen?
- 21 Lkw {\displaystyle {\mathrel {\widehat {=}}}} 35 Tonnen
- 15 Lkw {\displaystyle {\mathrel {\widehat {=}}}} x Tonnen
- x = 15 · 35 / 21 = 25, also 25 Tonnen.

b) 21 Lastwagen benötigen 35 Tage für den Abtransport einer bestimmten Menge Abraum. Wie viel Zeit benötigen hierfür 15 Lastwagen?
- 21 Lkw {\displaystyle {\mathrel {\widehat {=}}}} 35 Tage
- 15 Lkw {\displaystyle {\mathrel {\widehat {=}}}} x Tage
- x = 35 · 21 / 15 = 49, also 49 Tage.

### Beispiel 3 (verallgemeinerter Dreisatz)
2 Kühe fressen an einem Tag 48 kg Gras. Wie viel kg Gras fressen 5 Kühe in 6 Stunden?
1. 2 Kühe fressen in 24 h 48 kg Gras
2. 1 Kuh frisst in 1 h 1 kg Gras
3. 5 Kühe fressen in 6 h 30 kg Gras

unter der Annahme, dass die Kühe über die ganze Zeit gleichmäßig viel Gras fressen.

### Beispiel falscher Anwendung
siehe: Kartoffelparadoxon